# مهندسی کنترل

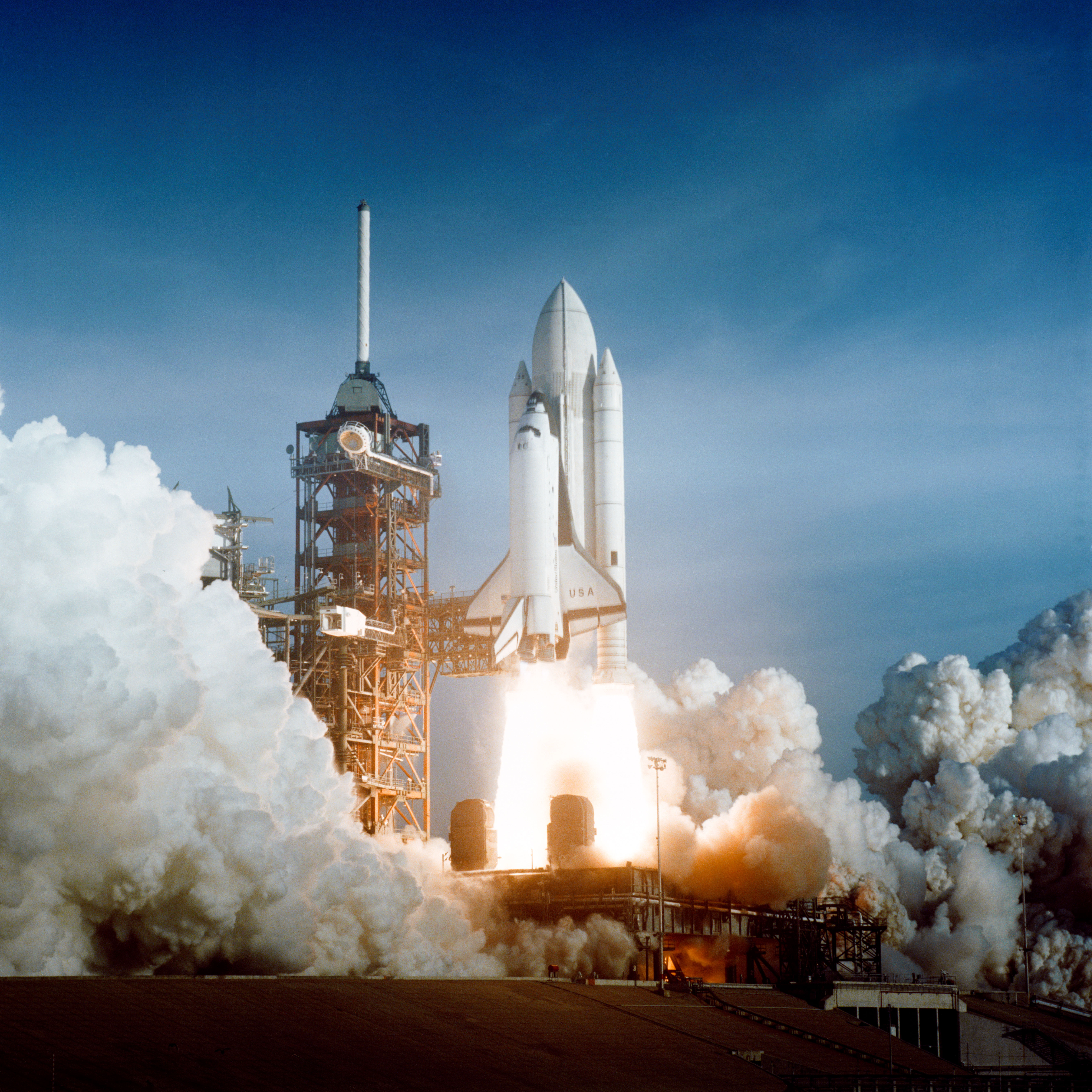
سیستم‌های کنترلی نقشی حیاتی در سفرهای فضایی ایفا می‌کنند

مهندسی کنترل (به انگلیسی: Control engineering) گرایشی از مهندسی برق و مهندسی مکانیک است و کاربرد گسترده‌ای در رشته‌های مهندسی هوافضا، مهندسی شیمی و حتی اقتصاد و پزشکی و زیست‌شناس دارد.
مهندسی کنترل به مدل‌سازی ریاضی سیستم‌ها و بررسی دینامیک آن‌ها و در نهایت، طراحی کنترل‌کننده‌ها برای سیستم‌های مورد نظر می‌پردازد. هدف از طراحی کنترل‌کننده واداشتن سیستم تحت کنترل به داشتن رفتاری مطابق با رفتار مطلوب می‌باشد، مطلوب می‌تواند معیارهای مختلفی از قبیل سرعت، دقت، مصرف سوخت، زمان ، سیالات و … باشد.
وهم چنین اندازه گیری پارامترهای الکتریکی و غیر الکتریکی اعم از ؛
ولتاژ ، جریان ، مقاومت ، فشار خون ،ضربان قلب، فشار آب ، ضرایب توان های الکتریکی ، رطوبت ، دما ، باد ، نور ،روغن ، 
و ساخت تجهیزات  پزشکی همانند MRI ام آر آی ، سی تی اسکن ، تراکم سنج ، سونوگرافی ، رادیولوژی ،قلب مصنوعی و.... بسیار ادوات الکترونیکی  و غیر الکترونیکی(مکانیکی ، الکتروشیمیایی ، الکترومکانیکی ) ...
به دلیل پایه‌ای بودن مطالب عنوان شده در این رشته، مباحث می‌تواند بسیار فراتر از رشته‌های برق و مکانیک و حتی رشته‌های مهندسی برود. چون آنچه که عنوان می‌شود اصول و مبناهای کنترل سیستم‌ها است. می‌توان این سیستم را یک سیستم مکانیکی سیستم دستگاه انسان (پزشکی) یا دارای اجزای الکترونیکی یا حتی جامعه‌ای از انسان‌ها یا رفتارهای انسانی ، یا مواد شیمیایی و ...،  در نظر گرفت.
به عنوان مثال در سال‌های اخیر بحث کنترل سازه‌ها در برابر زلزله به موضوع مورد علاقه محققان سازه تبدیل شده‌است. به نحوی که تقریباً هم‌اکنون ساختمان‌های بلند بدون سیستم‌های کنترلی ساخته نمی‌شوند. مثال بسیار مشهور استفاده از سیستم‌های کنترل در ساختمان‌ها برج ۱۰۱ تایپه است که در آن از سیستم کنترلی غیرفعال میراگر جرم هماهنگ شده موسوم به TMD استفاده شده‌است.

## دورنما
مهندسی کنترل مدرن با مهندسی برق، الکترونیک، هوافضا، مکانیک ، مهندسی طراحی فرآیند و مهندسی کامپیوتر ارتباط تنگاتنگی دارد. به‌طوری‌که غالباً می‌توان مدارات الکترونیکی را با تکنیک‌های تئوری کنترل تفسیر کرد. در بسیاری از دانشگاه‌ها، دروس مهندسی کنترل توسط استادان برق یا مکانیک تدریس می‌شوند؛ در سایر دانشگاه‌ها با علوم کامپیوتر در ارتباط می‌باشد، چرا که امروزه اغلب تکنیک‌های کنترل از طریق کامپیوتر پیاده‌سازی می‌شوند. قبل از رشد الکترونیک مدرن سیستم‌های کنترلی توسط مهندسین مکانیک ساخته می‌شد که شامل فیدبک مکانیکی به وسیلهٔ پنوماتیک و هیدرولیک بود. البته این سیستم‌ها امروزه نیز کاربرد گسترده‌ای دارند.
کنترل فرایند زمینه‌ای از کنترل می‌باشد که به کنترل فرایندهای شیمیایی می‌پردازد. در این گرایش به کنترل متغیرهای موجود در فرایندهای شیمیایی یک خط تولید پرداخته می‌شود. در دروس دوره کارشناسی مهندسی شیمی به این موضوع پرداخته می‌شود.
مهندسی کنترل در زمینه‌های گوناگونی چون علوم، مدیریت مالی، و حتی جامعه‌شناسی کاربرد دارد. همچنین گرایش دینامیک پرواز و کنترل مهندسی هوافضا زیر مجموعه مهم رشته مهندسی مکانیک نیز می‌باشد.
دانشجویان رشته مهندسی کنترل معمولاً با درس کنترل خطی شروع می‌کنند که پیش نیاز آن ریاضیات مقدماتی و تبدیل لاپلاس می‌باشد. در درس کنترل خطی دانشجو با آنالیز حوزه فرکانس و زمان آشنا می‌شود. کنترل دیجیتال و کنترل غیر خطی دروسی هستند که نیازمند تبدیل z و جبر پیشرفته می‌باشند.

## تاریخچه
تلاش اولیه بشر برای درک زمان و تعیین موقعیت خود در شبانه روز از اولین گام‌ها در طراحی سیستم‌های کنترل است که به ساخت ساعت‌های آبی منجر گردید. اولین ساعت‌های آبی توسط یونانی‌ها و مصریان در حدود ۲۷۰ سال قبل از میلاد مسیح ساخته شد و تا قرن هفدهم میلادی نیز کاربرد داشت. در همان دوران سیستم‌های کنترل سطح روغن چراغ‌ها نیز طراحی شد. با وقوع انقلاب صنعتی در اروپا کوره‌ها، بویلرها، موتورهای بخار پیشرفته و رگولاتورهای شناور طراحی شد که امکان کنترل آن‌ها توسط سیستم‌های ساده امکان‌پذیر نبود لذا سیستم‌های کنترل پیشرفته تری پس از انقلاب صنعتی طراحی شدند. کنترل آسیاب‌های بادی که برای اولین بار توسط ایرانیان در قرن هفتم میلادی ساخته شدند گام مهمی در پیاده‌سازی کنترل خودکار به حساب می‌آید. این آسیاب‌ها در سال ۱۲۰۰ میلادی وارد اروپا شدند و تا سال ۱۶۰۰ میلادی مورد استفاده قرار گرفتند. در این آسیاب‌ها دو نوع سیستم کنترل وجود داشت؛ یکی کنترل جهت قرارگیری آسیاب به‌طوری‌که بتواند از حداکثر نیروی باد استفاده کند و دیگری کنترل میزان گندم وارده به درون آسیاب. هر دوی این سیستم‌ها به صورت کاملاً خودکار عمل کرده و نیاز به حضور هیچ کارگری نبود.

## پانوشته‌ها
1. ↑  «تاریخ مهندسی کنترل» نوشته علی خاکی صدیق